# Lee Soo-sung
Lee Soo-sung (Hamhung, 10 de marzo de 1939) es un político y jurista de surcoreano. Ocupó el cargo de primer ministro de Corea del Sur desde el 18 de diciembre de 1995 al 4 de marzo de 1997. Fue presidente de la Universidad Nacional de Seúl antes de convertirse en primer ministro
Posteriormente se desempeñó como vicepresidente ejecutivo del Consejo Asesor sobre la Unificación Pacífica y Democrática, el organismo consultivo presidencial sobre la unificación con Corea del Norte.